# Pacific Blue (serie de televisión)
Pacific Blue es una serie de televisión de culto de drama policiaco que relata las vidas personales y profesionales de los oficiales del Departamento de Policía de Santa Mónica. La característica principal que diferencia estos policías es que patrullan las costas de Santa Mónica (California) y combaten el crimen sobre monociclos. 
La serie comenzó a rodarse en 1996 y se finalizó en 2000 con un total de ciento un episodios. Las localizaciones de Santa Mónica y Venice se encuentran en California, EUA. Consta de 5 temporadas y 101 episodios, siendo sus especiales eróticos navideños los más aclamados, y la escena lésbica de las actrices  Shanna Moakler y Paula Trickey, como una de las más recordada por el público de la serie.
En el último episodio de la tercera temporada Marcos A. Ferraez y Rick Rossovich abandonaron la serie y en la cuarta temporada se incorporaron Mario López, Jeff Stearns, Shanna Moakler y Amy Hunter. Estos nuevos actores interpretaban a cuatro nuevos policías jóvenes. Jim Davidson y Paula Trickey, los anteriores personajes jóvenes de la serie, pasaron a desarrollar el papel de veteranos y líderes de la unidad Pacific Blue. Cory McNamara (Paula Trickey) ascendió a sargento y T.C. Callaway (Jim Davidson) pasó a ser teniente.
Pacific Blue ha tenido 21 directores y 54 guionistas durante toda su historia. Destacan en la dirección George Lucas, Michael Levine y Gary Winter y entre los guionistas Bill Nuss, Steve Mitchell y Stan Lee.
En España esta serie se ha emitido por diversas televisiones autonómicas: Canal Nou (en castellano), TV3 (en catalán), Telemadrid, Castilla-La Mancha TV... También se ha emitido a nivel nacional por La 2, Nitro de Antena 3, Trece y el canal de pago AXN.

## Reparto
- Teddy o T.C Callaway (Jim Davidson): TC es de los policías más veteranos de la unidad biker de la policía de Santa Mónica. Tiene un cargo de relevancia dentro de la unidad, el de sargento, que sirve de intermediario en muchas ocasiones entre sus compañeros con el Teniente Palermo. Entre sus virtudes, la de ser valiente, astuto y tener sangre fría le lleva a resolver muchos de los casos. Se lleva muy bien con todos sus compañeros, aunque en especial con Chris de la cual se enamorará. Su familia no entiende su decisión de ser policía teniendo la vida resuelta en el negocio familiar. A partir de la 3ª temporada, con la incorporación de nuevos policías a la unidad, asciende de sargento a teniente.

- Cory Mcnamara (Paula Trickey): Es una de las agentes femeninas más veteranas de la unidad. Viene de una familia de policías (su padre, hermano y abuelo fueron agentes de policías). Tiene una relación muy estrecha con Chris a la que considera su mejor amiga, y también con Victor, su compañero de patrulla. Tiene muy buen humor, es astuta y muy activa (siempre espera a pasar a la acción en su bicicleta). Siempre se queja de no encontrar una pareja estable, por el drama de la mujer policía. A partir de la 3ª temporada, con la incorporación de nuevos policías a la unidad, asciende a sargento.

- Chris Kelly (Darlene Vogel): Trasladada de la Policía Metro, donde la tenían discriminada por ser mujer, llegó a la patrulla ciclista de Santa Mónica, para demostrar que es una buena policía. Se la caracteriza por su fuerte personalidad y su carácter, además de su simpatía y espontaneidad. Tiene un gran conocimiento de la aviación, pues comenzó su carrera en la marina. A pesar de decir que abandonó la marina por problemas de vista , se descubrió que fue por ser culpada de un accidente de avión del que ella no fue responsable. En la 3ª temporada tuvo una fuerte discusión con su amiga Cory por la rivalidad de quién podía ocupar el puesto de Sargento.

- Tony Palermo (Rick Rossovich): Con mucha experiencia en el departamento de la Patrulla Ciclista de Santa Mónica, es el Teniente de la unidad. Siempre se muestra muy correcto y protocolario con sus empleados, pero a la vez muy cercano con ellos. A final de la 2ª temporada abandona el cuerpo de policía para empezar una nueva vida.

- Víctor del Toro (Marcos Ferraez): de raíces mexicanas, es uno de los mejores policías de la unidad. Le encanta el boxeo y el voleibol, y es de los mejores tiradores dentro de la unidad. Al final de la serie muere por un impacto de bala.

- Russ Granger (Jeff Stearns): Entra en la 3ª temporada como agente de policía a la patrulla ciclista. Por su actitud alocada de saltarse las normas y procedimientos, tendrá numerosos enfrentamientos con su sargento, Cory Mcnamara. Es amante de las motos y uno de los mejores tiradores de la unidad.

- Jamie Strickland (Amy Hunter Cornelius): Entra en la 3ª temporada como agente de policía a la patrulla ciclista, con su amigo y compañero de piso Russ. Se la caracteriza por ser una policía muy preparada a nivel físico y por desarrollar misiones de incógnito. A diferencia del comportamiento de su amigo Russ, ella es más comedida.

- Mónica Harper (Shanna Moakler): Entra en la 3ª temporada como agente de policía a la patrulla ciclista. Entre sus virtudes, la de ser una mujer muy sexy, cualidad que usará para meter en la cárcel a los delincuentes.

- Bobby Cruz (Mario López): Entra a la patrulla ciclista proveniente como funcionario de prisiones. Dentro de la patrulla ciclista desarrolla su faceta de policía y mantiene un romance con Cory, con la cual mantiene una magnífica relación.

## Producción
La serie fue creada por Bill Nuss. La producción ejecutiva estuvo a cargo de Gary Nardino , productor y expresidente de Paramount Television, y Bill Nuss. Su productora, North Hall Productions, tomó su nombre de sus respectivas almas máter: la Universidad Northwestern y la Universidad Seton Hall . Nardino falleció el 31 de enero de 1998, tras lo cual Nuss se convirtió en el único y principal showrunner. Nuss continuó usando el nombre de North Hall Productions tras el fallecimiento de Nardino.
Los coproductores ejecutivos incluyeron a los fundadores de E! Entertainment Television , Alan Mruvka , Marilyn Vance, Rick Filon, Richard C. Okie y John B. Moranville.
Pacific Blue se filmó en Santa Mónica, Venice, Redondo Beach, Seal Beach y Huntington Beach, California, con la excepción de dos episodios de 1999 que se filmaron en Hawái. El productor ejecutivo Bill Nuss trajo el programa a Hawái por sugerencia de April Masini , quien también ayudó a traer Baywatch a Hawái en 1999. Después de los primeros 13 episodios, la serie presentó bicicletas Trek Y de última generación pintadas a medida , equipadas con ruedas Spinergy, luces NiteRider y bolsas de policía Janned, lo que hizo que cada bicicleta valiera más de $5,000. A menudo se atribuye a los uniformes ajustados la influencia en la forma en que se vestían los policías en bicicleta en todo el mundo.
El 10 de enero de 2012, Mill Creek Entertainment lanzó Pacific Blue: La Serie Completa en DVD en la Región 1.

## Premios y nominaciones
- Mario López, "Outstanding Actor in a Drama Series" - premios ALMA de 1999 - Nominado.